# Чёрный Дор (деревня)
Чёрный Дор — деревня в Осташковском городском округе Тверской области.

## География
Находится в западной части Тверской области на расстоянии приблизительно 14 км на северо-восток по прямой от города Осташков.

## История
Деревня была показана ещё на карте Менде (состояние местности на 1848 год). В 1859 году здесь (деревня Осташковского уезда) было учтено 38 дворов, в 1941 — 62. До 2017 года входила в Святосельское сельское поселение Осташковского района до его упразднения.

## Население
Численность населения: 237 человек (1859 год), 27 (русские 100 %) 2002 году, 12 в 2010.